# Livret (musique)
Pour les articles homonymes, voir Livret.
 (janvier 2023).
Si vous disposez d'ouvrages ou d'articles de référence ou si vous connaissez des sites web de qualité traitant du thème abordé ici, merci de compléter l'article en donnant les références utiles à sa vérifiabilité et en les liant à la section « Notes et références ».

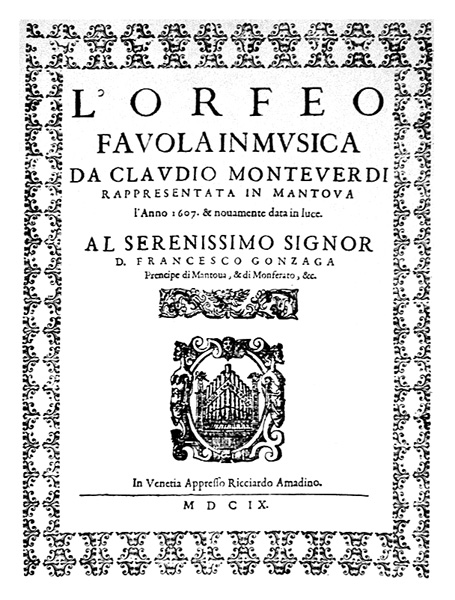
L'Orfeo de Claudio Monteverdi

Un livret (de l'italien libretto, « petit livre ») ou libretto est, en musique, un texte littéraire, presque toujours en vers, complétant une œuvre musicale telle qu'un opéra, une opérette, un oratorio ou une comédie musicale. Publié sous forme d'opuscule séparé de la composition musicale, il contient les dialogues chantés et les éventuels passages parlés, ainsi que de rapides indications de mise en scène.
La relation du librettiste (l'auteur du livret) au compositeur, tout comme les sources et les techniques d'écriture, varie d'une œuvre à l'autre et au fil des siècles. En revanche, la prééminence du compositeur sur le librettiste en matière de notoriété reste immuable à quelques exceptions près, alors que la question — en italien — « prima la musica, dopo le parole » (« la musique doit primer sur les paroles ») ou « prima le parole, dopo la musica » (« les paroles doivent primer sur la musique ») ne peut être tranchée.
En danse, le livret est la brochure qui donne l'explication et l'argument d'une pantomime ou d'un ballet.

## Relation entre compositeur et librettiste

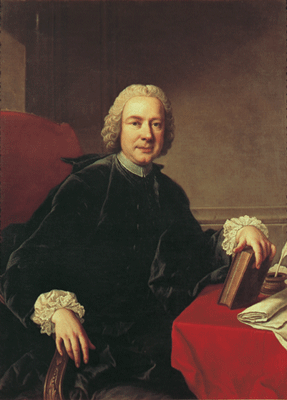
Métastase (1698-1782)
Artaserse, 1741, Gluck

Les livrets d'opéras, oratorios et cantates aux XVIIe et XVIIIe siècles sont généralement écrits par quelqu'un d'autre que le compositeur, souvent un poète bien connu. La collaboration la plus étroite peut les unir, comme dans le cas de Lully et Quinault. Métastase (1698-1782) (nom de plume de Pietro Trapassi dit aussi Pietro Metastasio) est l'un des librettistes les plus renommés en Europe. Ses livrets sont souvent utilisés par plusieurs compositeurs. Autre librettiste remarquable du XVIIIe siècle, Lorenzo da Ponte a écrit les livrets de trois des plus grands opéras de Mozart et de ceux de nombreux autres musiciens.
Eugène Scribe, l'un des librettistes les plus prolifiques du XIXe siècle, fournit les textes littéraires des œuvres de Meyerbeer (avec lequel il eut une collaboration durable), Auber, Bellini, Donizetti, Rossini ou Verdi. Il a aussi écrit des livrets de ballet pour Aumer dont les arguments ont été repris ultérieurement par des chorégraphes comme Petipa. Le duo français Henri Meilhac et Ludovic Halévy a écrit de nombreux livrets d'opéras et d'opérettes pour les besoins de Jacques Offenbach, Jules Massenet et Georges Bizet. Arrigo Boito, lui-même compositeur de deux opéras, a écrit des livrets pour Giuseppe Verdi et Amilcare Ponchielli. Étienne de Jouy, écrivain, auteur dramatique chroniqueur a également écrit des livrets pour Rossini (Guillaume Tell, Moïse et Pharaon), Spontini (La Vestale, Fernand Cortez, Milton) et Cherubini (Les Abencérages).

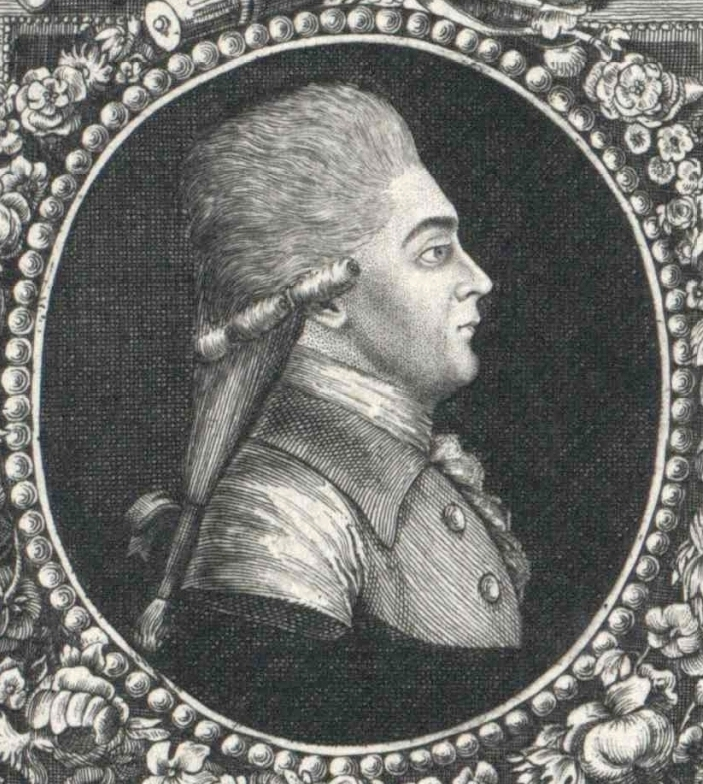
Emanuel Schikaneder (1751-1812)
La Flûte enchantée, 1791, Mozart

Le livret n'est pas toujours écrit avant la musique. Certains compositeurs comme Mikhaïl Glinka, Alexandre Serov, Rimski-Korsakov, Puccini, ou Mascagni, écrivent des passages sans texte littéraire, demandant au librettiste d'adapter ensuite les mots à la ligne mélodique.
Certains compositeurs comme Richard Strauss, Hector Berlioz ou Gian Carlo Menotti (lui-même librettiste pour Samuel Barber) écrivent leurs propres livrets. Richard Wagner en est sans doute l'illustration la plus remarquable, inscrivant les légendes germaniques dans les sujets épiques de ses opéras et drames musicaux. D'autres utilisent des œuvres préexistantes (Alban Berg adapte par exemple le Woyzeck de Georg Büchner pour le livret de Wozzeck) ou les font écrire pour eux. Les livrets sont souvent l'adaptation d'œuvres littéraires, essentiellement théâtrales. Francesco Maria Piave utilise notamment les pièces de Victor Hugo ou du duc de Rivas. Les œuvres de William Shakespeare ont inspiré des compositeurs comme Purcell, Gounod, Verdi et Britten. Le Faust de Goethe est également à l'origine d'un grand nombre d'adaptations à l'opéra et au ballet.
Parfois le livret est un travail entièrement original, réalisé en collaboration étroite avec le compositeur, comme les livrets qu'Hugo von Hofmannsthal écrit pour Richard Strauss ou ceux de Vladimir Ivanovitch Belski (en) pour Rimski-Korsakov.

## Structure du livret et caractéristiques littéraires

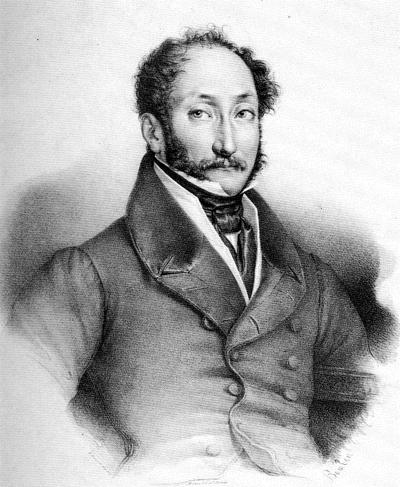
Felice Romani (1788-1865)
La sonnambula, 1831, Bellini.

Alors que les premiers livrets mesurent déjà autour de vingt centimètres, le terme italien de « libretto, diminutif pour « petit livre », est employé dès le XVIIIe siècle et reste ainsi usité dans la plupart des autres langues.
Les éditions originales des premiers ouvrages s'ouvrent par une page de titre ornementée annonçant la représentation, suivie d'une dédicace au protecteur et/ou au mécène. Si l'envoi au bienfaiteur a disparu, l'opuscule donne toujours, précédant le texte, la distribution des personnages, l'instrumentation et la présentation de l'argomento, résumé de la situation dans laquelle débute l'action. L'argument est souvent confondu avec le résumé acte par acte de l'action elle-même. Or, cette description était à l'origine destinée à se placer dans l'ouverture ou dans le prologue, comme dans L'Orfeo de Claudio Monteverdi où le personnage de La Musica explique le pouvoir de la musique sur les dieux, où dans Il Trovatore de Giuseppe Verdi ou le capitaine de la garde narre au spectateur le contexte dans lequel va se dérouler l'opéra.
Entre le XVIIe et XIXe siècles, le livret d'opéra est écrit en vers. Les dialogues parlés peuvent cependant être en prose. Le cadre du récitatif, de l'aria et du chœur imposent des règles relativement strictes qui prédéterminent l'action.

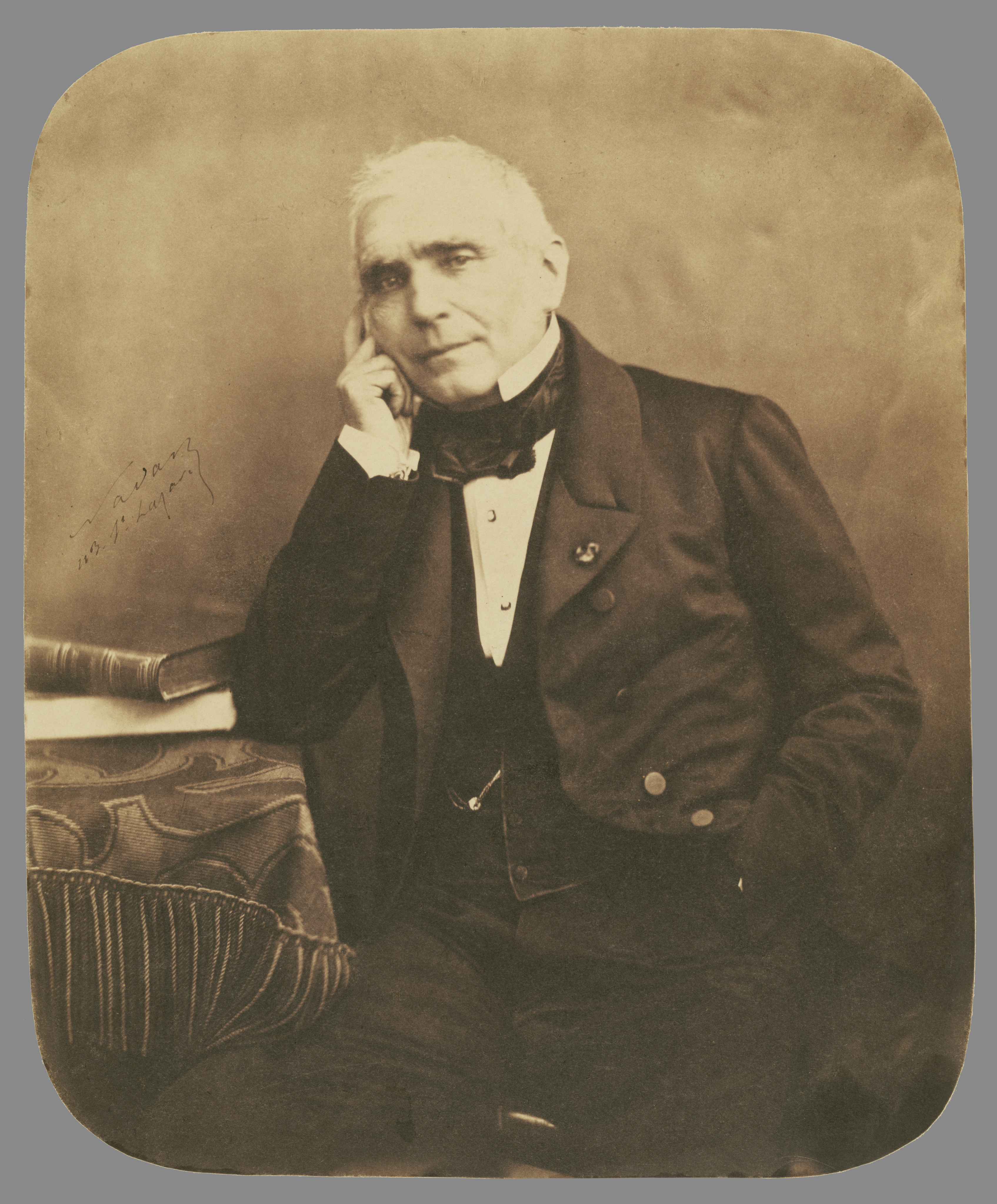
Eugène Scribe (1791- 1861)
La Juive, 1835, Halévy.

Depuis la fin du XIXe siècle, le texte est plus couramment en prose ou en vers libres. Toujours une histoire, enveloppée dans le drame musical, le choix du thème n'obéit à aucune règle, seule est nécessaire la puissance dramatique ou la verve comique. Les sources vont des chefs-d'œuvre de la littérature (Othello pour l'opéra chez Verdi ou Roméo et Juliette pour le ballet chez Sergueï Prokofiev), aux romans sentimentaux (La Dame aux camélias pour Verdi, ou les Scènes de la vie de bohème chez Giacomo Puccini), des grandes fresques historiques (Guerre et Paix ou Alexandre Nevski encore chez Prokofiev) aux narrations poétiques (Eugène Onéguine pour Piotr Ilitch Tchaïkovski), des thèmes métaphysiques (Faust pour Berlioz, Gounod ou Stravinsky), aux contes de fée (La Petite Sirène chez Antonín Dvořák), des drames les plus éprouvants (Woyzeck pour Alban Berg) aux farces les plus inénarrables (Les Joyeuses Commères de Windsor chez Verdi ou Orphée aux Enfers pour Offenbach)…
Les livrets sont désormais publiés couramment par des éditeurs spécialisés dans le domaine de l'opéra, du théâtre et de la danse. Ils présentent non seulement le texte mais son commentaire analytique ainsi que la recension des représentations et distributions notables et de la discographie la plus détaillée. Des éditions plus succinctes, ne donnant que le texte, parfois dans un format minuscule, sont vendues à l'entrée des festivals lyriques.

## Langue originale et traductions

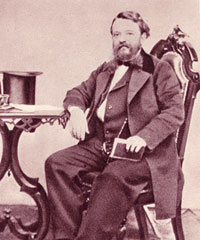
Francesco Maria Piave (1810-1876)
Rigoletto, 1851 Verdi

En tant que langue des débuts de l'opéra, l'italien domine ce genre en Europe depuis 1600 (livret d'Ottavio Rinuccini pour la Dafne de Jacopo Peri, premier livret jamais écrit, en 1594, 1598 ou 1600 selon les sources) jusqu'au XVIIIe siècle et jusqu'en Russie où les troupes de la péninsule défendent le répertoire italien face au répertoire russe naissant.
En France, l'italien est graduellement supplanté par le français dès 1659 avec les œuvres de Robert Cambert composées sur des textes de Perrin. Ces livrets seront suivis par ceux des opéras de Lully et tous ses continuateurs à l'Académie royale de musique, les compositeurs français ne commandant plus dès lors que des textes dans cette langue.
Les livrets des œuvres de Purcell, opéra (Dido and Aeneas (1689), livret de Nahum Tate) comme semi-opéras (The Fairy Queen, 1692, sur une adaptation anonyme d'A Midsummer Night's Dream de William Shakespeare) sont en langue anglaise.

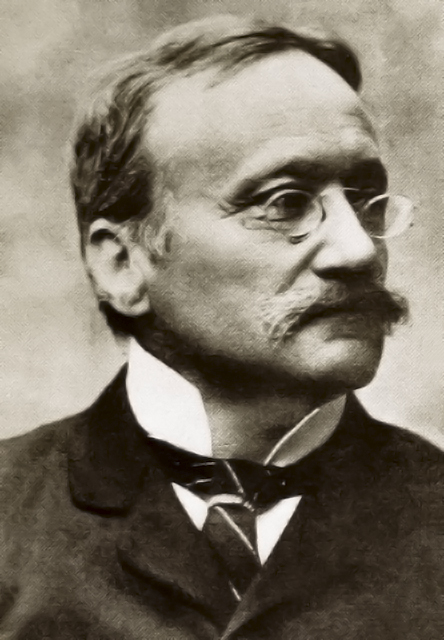
Arrigo Boito (1842-1918)
La Gioconda, 1876, Ponchielli

Les livrets des opéras de Hambourg de Haendel sont originellement écrits en italien puis traduits en allemand : Almira (1705), est tiré d'un texte italien du librettiste vénitien Giulio Pancieri dont seule une partie des récitatifs et des airs est traduite en allemand par Christian Feustking. Les textes des opéras de Londres sont en italien alors que ceux des oratorios sont en langue anglaise.
Les premiers Singspiele sont probablement des traductions en allemand de ballad operas anglaises de la fin du XVIIIe siècle et d'opéras comiques français. Outre les livrets en italien de Lorenzo da Ponte, Mozart, compose Die Entführung aus dem Serail (1782) sur un livret de Gottlieb Stephanie, d'après la pièce de Christoph Friederich Bretzner et Die Zauberflöte (1791) sur le texte d’Emanuel Schikaneder, tous deux en allemand. L'opéra romantique allemand de Beethoven, Weber, Wagner et Strauss est l'héritier musical du Singspiel.
Le premier opéra écrit en langue russe est Tsefal i Prokris du compositeur italien Francesco Araja en 1755. Toutefois, le véritable acte de naissance de l'opéra russe est dû à Mikhaïl Glinka et à ses deux opéras, Une vie pour le tsar (1836) et Rouslan et Ludmila (1842). Le livret du premier est tiré du poème de Kondrati Ryleïev glorifiant l'exploit d'Ivan Soussanine dont la légende est devenue une pierre angulaire de la propagande tsariste. Il est officiellement renommé du nom du héros pendant l'ère soviétique, toute référence à la vie du tsar disparaissant au profit de la relation de la victoire sur les Polonais. Il retrouve son titre original après la disparition de l'Union soviétique.
L'écriture du livret prendra parfois des chemins tortueux pour arriver à sa ou ses versions définitives. Ainsi, le Fidelio de Beethoven est à l'origine un livret de Jean-Nicolas Bouilly, auteur dramatique français, pour Léonore ou l'Amour conjugal de Pierre Gaveaux, compositeur français, traduit en allemand par Joseph Ferdinand von Sonnleithner (1805) pour Beethoven puis révisé par Stefan von Breuning (1806) et finalement par Georg Friedrich Treitschke (1814).
Écrit dans une langue originale, le livret peut aussi subir des adaptations nécessaires à une audience locale spécifique : le cas le plus fameux est la révision par Wagner du Tannhäuser de Dresde (1845) pour Paris en 1861. À l'inverse, le livret des opéras originellement parisiens de Verdi est traduit en italien pour leur production dans la péninsule (Les Vêpres siciliennes, Don Carlos).

## Statut du librettiste et du livret

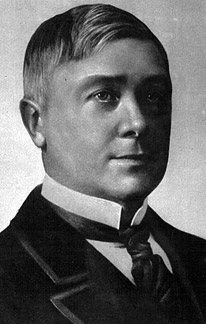
Maurice Maeterlinck (1862-1949)
Pelléas et Mélisande, 1892, Debussy

Les librettistes ont historiquement bénéficié d'un crédit bien moindre que les compositeurs. Le nom du librettiste d'œuvres du XVIIe siècle est même parfois complètement oublié alors que l'œuvre est encore jouée. Même si, dès la fin du XVIIIe siècle les livrets sont imprimés pour être vendus lors des représentations, survivant parfois mieux que le manuscrit de la composition musicale, il n'en demeure pas moins que le nom du librettiste, comme le déplore Lorenzo da Ponte dans ses mémoires, est rarement mentionné.
L'adaptation pour l'opéra d'un texte littéraire devient parfois plus célèbre que la pièce originale. C'est le cas pour le drame lyrique de Claude Debussy, Pelléas et Mélisande (1902), d'après le texte de Maurice Maeterlinck qui inspirera par ailleurs nombre d'autres compositeurs (Gabriel Fauré, musique de scène pour la pièce - suite pour orchestre opus 80 - en 1898, Jean Sibelius, musique de scène opus 46 en 1902, Arnold Schönberg, poème symphonique opus 5 en 1903).

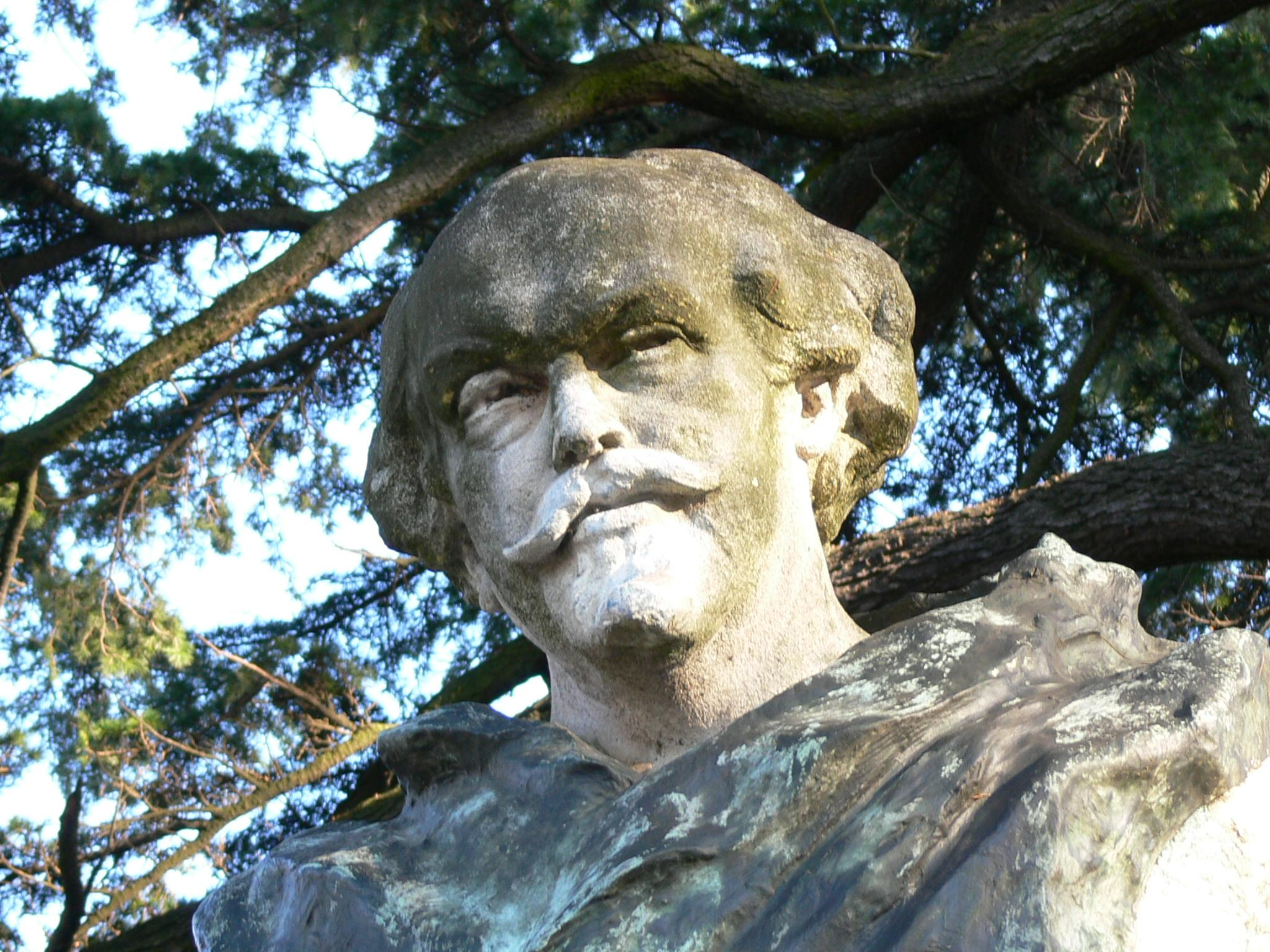
Louis Gallet (1835-1898)
Thaïs, 1894, Massenet

Au XXe siècle, quelques librettistes sont estimés à parts égales avec le compositeur pour des créations célèbres comme les opérettes connues pour être des œuvres de « Gilbert et Sullivan ». Cependant, le compositeur d'un opéra reçoit encore généralement la reconnaissance la plus importante pour l'œuvre achevée, et l'auteur du livret est relégué à une apostille. On peut cependant noter une exception remarquable avec l'œuvre de Gertrude Stein A Lyrical Opera made by two mise en musique par le compositeur français Pascal Dusapin en 1993 sous le titre To be sung.
Cependant, nombre de librettistes ne se sentent pas reconnus : l'ancien ministre Robert Badinter aura-t-il un meilleur statut pour son livret de Claude, d'après Claude Gueux de Victor Hugo ? Pour L'Enfant et les Sortilèges, fantaisie lyrique dont le livret est de Colette (intitulé « Ballet pour ma fille »), la musique de Maurice Ravel, l'un n'a pas éclipsé l'autre. Eliška Krásnohorská reproche à Bedřich Smetana la faiblesse du niveau de langue du livret dans son ouvrage majeur, La Fiancée vendue.

## «Prima la musica...»?
Mais la question la plus importante dans l'opéra est : "prima la musica, dopo le parole" (d'abord la musique, après les mots) ou "prima le parole, dopo la musica" (d'abord les mots, après la musique). Débattue depuis des temps infinis elle se trouve au centre de l'opéra par lequel Richard Strauss couronne son œuvre lyrique : Capriccio.

## L'OrfeodeClaudio Monteverdi

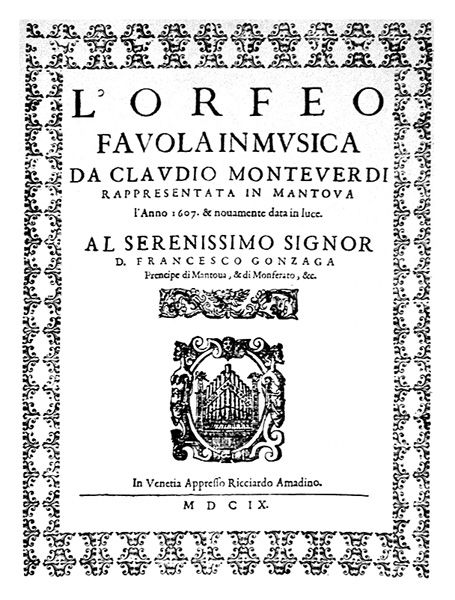
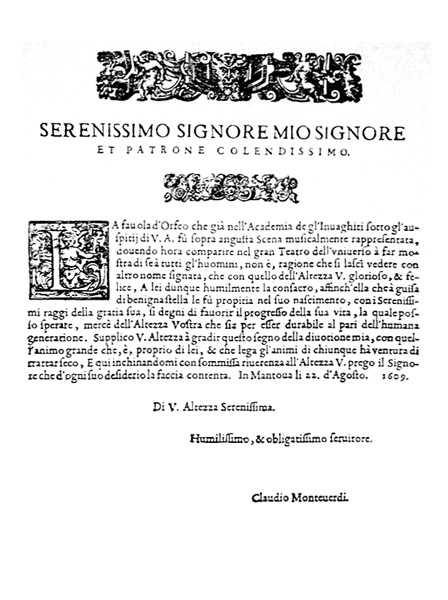
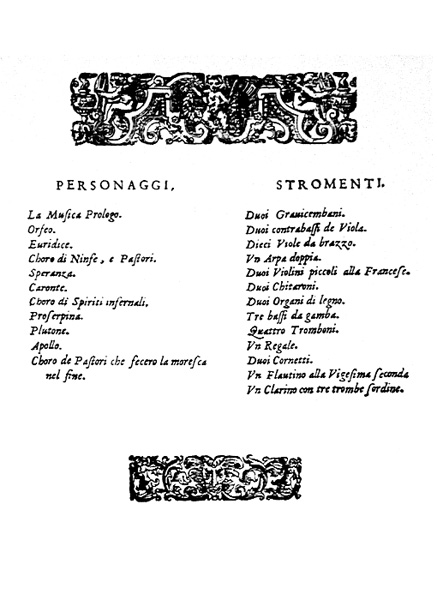
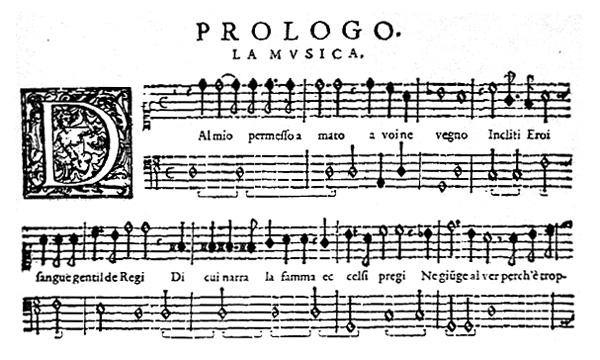

Les premières pages du livret d'Alessandro Striggio pour L'Orfeo, favola in musica de Claudio Monteverdi.